# Симидзу, Ай
Ай Симидзу (яп. 清水 愛 Симидзу Ай) — японская сэйю и певица.

## Биография
Родилась 26 марта 1981 г. в Токио. Работает в компании «81 Produce».
В числе основных её ролей такие роли, как Андо: Минава (Mahoromatic), Дроп (Croket!), Онодэра Карэн (Onegai Twins), Рэн (DearS), Минаги Микото (Mai-HiME), Судзуми Тамао/Хю:га Кидзуна (Strawberry Panic) и др.
Актриса дружит с другой известной сэйю, Маи Накахарой, и снялась вместе с ней (хотя они работают в разных компаниях) в главных ролях в целом ряде сериалов, включая Onegai Twins (соотв. Онодэра Карэн и Минафудзи Миина), DearS (Рэн и Миу), Mai-HiME (Минаги Микото и Токиха Май) и др. Они также вместе записали музыкальный CD.
Обладая скорее детским голосом, она часто играет роли молодых, незрелых девушек, младших сестричек и т. п. В то же время, ей приходилось играть и вполне воинственных, и даже злодейских персонажей.

## Роли

### Аниме
Имена приводятся в «европейском порядке» (имя фамилия), ведущие роли выделены жирным шрифтом
2001
- Вандред (Бриджкур)
- Mahoromatic (Минава)

2002
- Shrine of the Morning Mist (Юдзу Хиэда)
- Heat Guy J (Моника Габриэль)
- Mahoromatic: (Минава)
- Rizelmine (Куроми)

2003
- Onegai Twins (Карэн Онодэра)
- Croket! (Дроп)
- Hamtaro (Хироми-тян)
- Wandaba Style (Кику № 8)
- Yami to Boushi to Hon no Tabibito (Хацуми Адзума)
- Raimuiro Senkitan (Момэн Санада)
- MegaMan NT Warrior (Мэйдо-сан)
- Mirmo! (Софуто)

2004
- Girls Bravo (Хакана)
- This Ugly and Beautiful World (Акари)
- W Wish (Сэнна Тоно)
- DearS (Рэн (Рэн Рэн Рэн Нагусаран Рэнсиа Руруннрэн Накора))
- Mai-HiME (Микото Минаги)
- Magical Girl Lyrical Nanoha  (Судзука Цукимура)
- MegaMan NT Warrior AXESS (Мэйдо)

2005
- Akahari gedou awa rabuge (Айми Ёсидзуми)
- Oku-sama wa Mahou Shoujo: Bewitched Agnes (Саяка Курэнаи)
- He is my Master (Мицуки Саватари)
- Hell Girl (Рёко Такамура)
- Absolute Boy (Сионэ Унно)
- Tsubasa Reservoir Chronicle (Сумомо)
- Fushigiboshi no Futagohime (Кукла)
- Pokémon: Advanced Challenge (Торан)
- Ichigo 100% (Тинами Хасимото)
- Mai-Otome (Микото)
- Magical Girl Lyrical Nanoha A’s (Судзука Цукимура)
- MÄR  (Коюки & Сноу)

2006
- Kagihime Monogatari Eikyuu Alice Rondo (Арису Арисугава)
- Kage Kara Mamoru! (Хатори Ямамэ)
- Gift ~eternal rainbow~ (Рико Фукаминэ)
- Ballad of a Shinigami (Даниэль)
- High School Girls (Момока Сидзуки)
- Strawberry Panic! (Тамао Судзуми / Кидзуна Кю:га)
- D.Gray-man (Роад Камелот)
- Tokimeki Memorial Only Love (Цубаки Ёсино)
- Mamoru-kun ni Megami no Shukufuku o! (Ицуми Ёсимура)
- Rakugo Tennyo Oyui (Судзу Коисикава)

2007
- Ayakashi (Пам Вэрнэ Асакура)
- El Cazador de la Bruja (Эллис)
- Princess Resurrection (Шервуд)
- Gin Tama (Окуни)
- Kenkoo Zenrakei Suieibu Umishou  (Маки Икута)
- Sola (Коёри Исудзуки)
- Touka Gettan (Когэ-тиби)
- Hapi Hapi Kurouba (Курури-сан)

2008
- Akiba-chan (Акиба-тян)
- Kyoran Kazoku Nikki (Цубаки Рукоцудзи)
- Zettai Karen Children (Хацунэ Огами)
- Telepathy Shoujo Ran Jiken Note (Акари)
- Dazzle (Рарауэру)
- Pururun! Shizuku-chan (Хайби)

2009
- Fight Ippatsu! Juuden-chan!! (Куран Сюнт)
- Mahoromatic: Tadaima Okaeri (Минава Андо)
- Saki (Хадзимэ Кунихиро)
- Seitokai no Ichizon (Элиза Тодо)
- Tears to Tiara (Эрмин)

2010
- Jewelpet Twinkle (Санго)
- The Qwaser of Stigmata (Элизабет (Лиззи))

2011
- Horizon in the Middle of Nowhere (Мицуки Санё)
- Hoshizora e Kakaru Hashi (Мадока Комото)
- Kore wa Zombie Desu ka? (Ариель/Дай-сэнсэй)
- Jewelpet Sunshine (Санго, Каэдэ Кикути)
- The Qwaser of Stigmata II (Элизабет (Лиззи))